# Jarmo Ahjupera
Jarmo Ahjupera (Võhma, 13 aprile 1984) è un calciatore estone, attaccante dello Zenit Tallinn.

## Palmarès
- Campionato estone: 2

Flora Tallinn: 2001, 2003
- Coppa di Estonia: 1

Flora Tallinn: 2007-2008
- Campionato ungherese: 1

Győri ETO: 2012-2013